# Mainà d'Enggano
El Mainà d'Enggano (Gracula enganensis) és un ocell de la família dels estúrnids (Sturnidae). És endèmic de l'illa Enggano, al sud-oest de Sumatra.

## Taxonomia
Segons la llista mundial d'ocells del Congrés Ornitològic Internacional (versió 10.1, gener 2020) aquest tàxon tindria la categoria d'espècie. Tanmateix, altres obres taxonòmiques, com el Handook of the Birds of the World i la quarta versió de la BirdLife International Checklist of the birds of the world (Desembre 2019), el consideren encara una subespècie del mainà religiós (Gracula religiosa enganensis). És pràcticament idèntic al mainà religiós, tot i que més petit (27 cm) i els rangs de distribució d'amdós taxons no es superposen.